# Glareola nuchalis
La pernice di mare dal collare bianco (Glareola nuchalis, Gray 1849) è un uccello della famiglia Glareolidae.

## Sistematica
Glareola nuchalis ha tre sottospecie:
- G. nuchalis liberiae
- G. nuchalis nuchalis
- G. nuchalis torrens

## Distribuzione e habitat
Questa pernice di mare vive in Africa, dai confini meridionali del Sahara fino al Sudafrica.